# Расселл-Спрінгс (Кентуккі)
Расселл-Спрінгс (англ. Russell Springs) — місто (англ. city) в США, в окрузі Расселл штату Кентуккі. Населення — 2715 осіб (2020).

## Географія
Расселл-Спрінгс розташований за координатами 37°3′3″ пн. ш. 85°4′50″ зх. д. / 37.05083° пн. ш. 85.08056° зх. д. (37.050695, -85.080494).  За даними Бюро перепису населення США в 2010 році місто мало площу 11,59 км², з яких 11,55 км² — суходіл та 0,04 км² — водойми.

## Демографія
Згідно з переписом 2010 року, у місті мешкала 2441 особа в 1140 домогосподарствах у складі 631 родини. Густота населення становила 211 особа/км².  Було 1261 помешкання (109/км²).
Расовий склад населення:
| - 95,0 % — білих - 0,3 % — чорних або афроамериканців - 0,3 % — азіатів - 0,2 % — корінних американців - 2,5 % — осіб інших рас |

До двох чи більше рас належало 1,6 %. Частка іспаномовних становила 4,5 % від усіх жителів.
За віковим діапазоном населення розподілялося таким чином: 22,0 % — особи молодші 18 років, 57,0 % — особи у віці 18—64 років, 21,0 % — особи у віці 65 років та старші. Медіана віку мешканця становила 41,1 року. На 100 осіб жіночої статі у місті припадало 84,1 чоловіків;  на 100 жінок у віці від 18 років та старших — 79,3 чоловіків також старших 18 років.
Середній дохід на одне домашнє господарство  становив 33 176 доларів США (медіана — 24 508), а середній дохід на одну сім'ю — 43 287 доларів (медіана — 32 757). Медіана доходів становила 35 169 доларів для чоловіків та 27 500 доларів для жінок. За межею бідності перебувало 27,5 % осіб, у тому числі 39,2 % дітей у віці до 18 років та 21,7 % осіб у віці 65 років та старших.
Цивільне працевлаштоване населення становило 888 осіб. Основні галузі зайнятості: виробництво — 26,8 %, освіта, охорона здоров'я та соціальна допомога — 22,6 %, публічна адміністрація — 11,0 %, роздрібна торгівля — 10,6 %.